# Otto von Gansauge
Otto Friedrich Ferdinand von Gansauge (* 21. Oktober 1804 in Brachstedt; † 12. Juni 1882 in Erfurt) war ein preußischer Generalmajor und Kommandeur der 31. Infanterie-Brigade.

## Leben

### Herkunft
Otto war ein Sohn von Christian von Gansauge († 1821) und dessen Ehefrau Karoline, geborene Brand von Lindau. Ihr widmete der Komponist August Harder sein Opus Nr. 17.

### Militärkarriere
Gansauge besuchte das Berliner Kadettenhaus und wurde anschließend am 6. April 1822 als Sekondeleutnant dem 14. Infanterie-Regiment der Preußischen Armee überweisen. Am 19. April 1822 bekam er eine außerordentliche Beihilfe von 50 Talern für seine Ausrüstung. Von 1826 bis 1834 war Gansauge als Adjutant und Rechnungsführer beim II. Bataillon im 14. Landwehr-Regiment kommandiert. Nach seiner Rückkehr wurde er am 1. April 1836 zum Regierungsadjutanten ernannt und am 12. Februar 1838 zum Premierleutnant befördert. 1845/46 folgte seine Kommandierung als Kompanieführer beim 2. Kombinierten Reserve-Bataillon. Dort wurde er am 23. Mai 1846 zum Hauptmann befördert und am 5. Juni 1846 zum Kompaniechef im 14. Infanterie-Regiment ernannt. Während der Unruhen in Polen im Jahr 1848 nahm er am Gefecht bei Trzemeszno und erhielt dafür den Roten Adlerorden IV. Klasse mit Schwertern. Mit Patent vom 16. August 1843 wurde Gansauge am 18. September 1849 in das 3. Infanterie-Regiment versetzt und stieg Mitte Januar 1850 zum Major sowie Anfang Oktober 1850 zum Bataillonskommandeur auf. Am 22. September 1851 wurde er als Kommandeur des III. Bataillons in das 1. Landwehr-Regiment versetzt. Nach seiner Beförderung zum Oberstleutnant erfolgte Anfang November 1855 seine Rückversetzung in das 3. Infanterie-Regiment. Unter Stellung à la suite beauftragte man Gansauge am 3. Juni 1858 zunächst mit der Führung des 19. Infanterie-Regiments und ernannte ihn mit der Beförderung zum Oberst am 22. November 1858 zum Regimentskommandeur. Er wurde am 18. Oktober 1861 zum Generalmajor befördert und zu den Offizieren von der Armee versetzt. Am 14. Januar 1862 erhielt er das Kommando über die 31. Infanterie-Brigade. Unter Verleihung des Roten Adlerorden II. Klasse mit Eichenlaub und Schwertern am Ringe wurde Gansauge am 17. Dezember 1863 mit Pension zur Disposition gestellt. Er starb am 12. Juni 1882 in Erfurt. Er war auch Inhaber der Rettungsmedaille am Band und der Hohenzollern Gedenkmünze.
Im Jahr 1845 stand in seiner Beurteilung: „Verbindet mit einer streng moralischen Führung den praktischen Diensteifer. Im Besitze wissenschaftlicher Bildung bestätigte er auch seine praktische Fähigkeit dadurch, daß die ihm anvertraute Kompanie in allen Zweigen des Dienstes sich gut ausgebildet zeigte und in ökonomischer Beziehung sogar wesentlich gewonnen hat. Ein in jeder Hinsicht empfehlenswerter Offizier.“

### Familie
Er heiratete am 11. April 1832 in Hohensalza Aurore Juliane Ottilie Pauswang (1811–1871), eine Tochter des Regimentsarztes Karl Heinrich Pauswang.